# Acquario di Waikiki
L'Acquario di Waikiki è un acquario statunitense, istituito nel 1904 nella città di Honolulu, capitale dello stato delle Hawaii.